# Terror w Teksasie
Terror w Teksasie – amerykański western z 1935 z Johnem Wayne'em w roli szeryfa Johna Higginsa.

## Obsada
- John Wayne jako John Higgins
- Lucile Browne jako Bess Matthews
- Gabby Hayes jako Sheriff Ed Williams
- LeRoy Mason jako Joe Dickson
- Fern Emmett jako ciotka Martha Hubbard
- Jay Wilsey jako Blackie Martin
- John Ince jako kowal Bob
- Henry Roquemore jako wodzirej
- Jack Duffy jako Jake Abernathy